# Triathlon ai XX Giochi del Commonwealth
La terza edizione di triathlon ai Giochi del Commonwealth si è svolta nel 2014, dal 24 al 26 luglio, a Glasgow in Scozia, all'interno della ventesima (XX) edizione dei Giochi del Commonwealth .
Tra gli uomini ha vinto il britannico Alistair Brownlee. Tra le donne ha trionfato la britannica Jodie Stimpson.

## Risultati

### Élite uomini
| Pos. | Nome               | Paese         | Nuoto    | Bici     | Corsa    | Totale   |
| ---- | ------------------ | ------------- | -------- | -------- | -------- | -------- |
|      | Alistair Brownlee  | Gran Bretagna | 00:18:00 | 00:58:43 | 00:31:09 | 01:48:50 |
|      | Jonathan Brownlee  | Gran Bretagna | 00:17:58 | 00:58:45 | 00:31:21 | 01:49:01 |
|      | Richard Murray     | Sudafrica     | 00:18:45 | 00:59:09 | 00:31:35 | 01:50:21 |
| 4    | Andrew Yorke       | Canada        | 00:18:44 | 00:59:12 | 00:31:50 | 01:50:40 |
| 5    | Ryan Bailie        | Australia     | 00:18:11 | 00:59:45 | 00:31:53 | 01:50:43 |
| 6    | Aaron Harris       | Gran Bretagna | 00:18:39 | 00:59:12 | 00:32:01 | 01:50:49 |
| 7    | David McNamee      | Gran Bretagna | 00:18:46 | 00:59:08 | 00:32:08 | 01:50:59 |
| 8    | Aaron Royle        | Australia     | 00:18:12 | 00:59:42 | 00:32:16 | 01:51:03 |
| 9    | Dan Wilson         | Australia     | 00:18:44 | 00:59:07 | 00:32:50 | 01:51:36 |
| 10   | Tony Dodds         | Nuova Zelanda | 00:18:42 | 00:59:11 | 00:33:08 | 01:51:58 |
| 11   | Kyle Jones         | Canada        | 00:18:45 | 00:59:09 | 00:33:27 | 01:52:15 |
| 12   | Conor Murphy       | Irlanda       | 00:18:35 | 00:59:20 | 00:33:40 | 01:52:29 |
| 13   | Ryan Sissons       | Nuova Zelanda | 00:18:40 | 00:59:14 | 00:34:10 | 01:53:01 |
| 14   | Grant Sheldon      | Gran Bretagna | 00:18:35 | 00:59:13 | 00:34:21 | 01:53:10 |
| 15   | Wian Sullwald      | Sudafrica     | 00:18:42 | 01:00:17 | 00:33:47 | 01:53:43 |
| 16   | Henri Schoeman     | Sudafrica     | 00:17:54 | 00:59:57 | 00:34:51 | 01:53:46 |
| 17   | Daniel Halksworth  | Gran Bretagna | 00:18:09 | 00:59:33 | 00:36:14 | 01:54:53 |
| 18   | Jason Wilson       | Barbados      | 00:18:37 | 00:59:19 | 00:36:30 | 01:55:21 |
| 19   | Tyler Butterfield  | Bermuda       | 00:19:00 | 01:01:12 | 00:34:13 | 01:55:31 |
| 20   | Matthew Wright     | Barbados      | 00:18:56 | 01:02:01 | 00:34:52 | 01:56:51 |
| 21   | Matthew Sharpe     | Canada        | 00:18:04 | 00:59:50 | 00:38:02 | 01:56:56 |
| 22   | Marc Austin        | Gran Bretagna | 00:18:01 | 00:59:57 | 00:38:58 | 01:57:53 |
| 23   | Russell White      | Irlanda       | 00:18:48 | 01:02:31 | 00:37:00 | 01:59:20 |
| 24   | Thomas Perchard    | Gran Bretagna | 00:20:50 | 01:05:14 | 00:37:10 | 02:04:16 |
| 25   | Drikus Coetzee     | Namibia       | 00:20:54 | 01:05:14 | 00:41:15 | 02:08:23 |
| 26   | Christopher Walker | Gibilterra    | 00:21:22 | 01:07:17 | 00:40:57 | 02:10:45 |
| 27   | Harry Speers       | Irlanda       | 00:20:13 | 01:08:32 | 00:42:43 | 02:12:29 |

### Élite donne
| Pos. | Atleta                 | Paese         | Nuoto    | Bici     | Corsa    | Totale   |
| ---- | ---------------------- | ------------- | -------- | -------- | -------- | -------- |
|      | Jodie Stimpson         | Gran Bretagna | 00:19:37 | 01:04:01 | 00:34:21 | 01:58:56 |
|      | Kirsten Sweetland      | Canada        | 00:19:53 | 01:03:41 | 00:34:26 | 01:59:01 |
|      | Vicky Holland          | Gran Bretagna | 00:19:35 | 01:04:00 | 00:34:37 | 01:59:11 |
| 4    | Andrea Hewitt          | Nuova Zelanda | 00:19:47 | 01:03:44 | 00:34:51 | 01:59:25 |
| 5    | Emma Jackson           | Australia     | 00:19:57 | 01:03:39 | 00:34:58 | 01:59:34 |
| 6    | Aileen Reid            | Irlanda       | 00:19:39 | 01:03:57 | 00:35:11 | 01:59:46 |
| 7    | Emma Moffatt           | Australia     | 00:19:43 | 01:03:50 | 00:36:55 | 02:01:31 |
| 8    | Flora Duffy            | Bermuda       | 00:19:45 | 01:03:52 | 00:37:40 | 02:02:18 |
| 9    | Ashleigh Gentle        | Australia     | 00:20:24 | 01:06:14 | 00:35:43 | 02:03:24 |
| 10   | Nicky Samuels          | Nuova Zelanda | 00:19:39 | 01:03:55 | 00:39:16 | 02:03:52 |
| 11   | Lucy Hall              | Gran Bretagna | 00:19:33 | 01:04:03 | 00:40:36 | 02:05:13 |
| 12   | Kate Mcilroy           | Nuova Zelanda | 00:20:23 | 01:06:10 | 00:38:40 | 02:06:20 |
| 13   | Gillian Sanders        | Sudafrica     | 00:20:59 | 01:10:41 | 00:38:19 | 02:11:01 |
| 14   | Kate Roberts           | Sudafrica     | 00:19:49 | 01:11:48 | 00:39:04 | 02:11:45 |
| 15   | Danica Bonello Spiteri | Malta         | 00:22:55 | 01:14:15 | 00:42:57 | 02:21:14 |
| 16   | Fabienne St Louis      | Mauritius     | 00:24:07 | 01:13:05 | 00:43:43 | 02:22:00 |